# Agave montana
Agave montana är en sparrisväxtart som beskrevs av Villarreal. Agave montana ingår i släktet Agave och familjen sparrisväxter. Inga underarter finns listade i Catalogue of Life.

## Bildgalleri

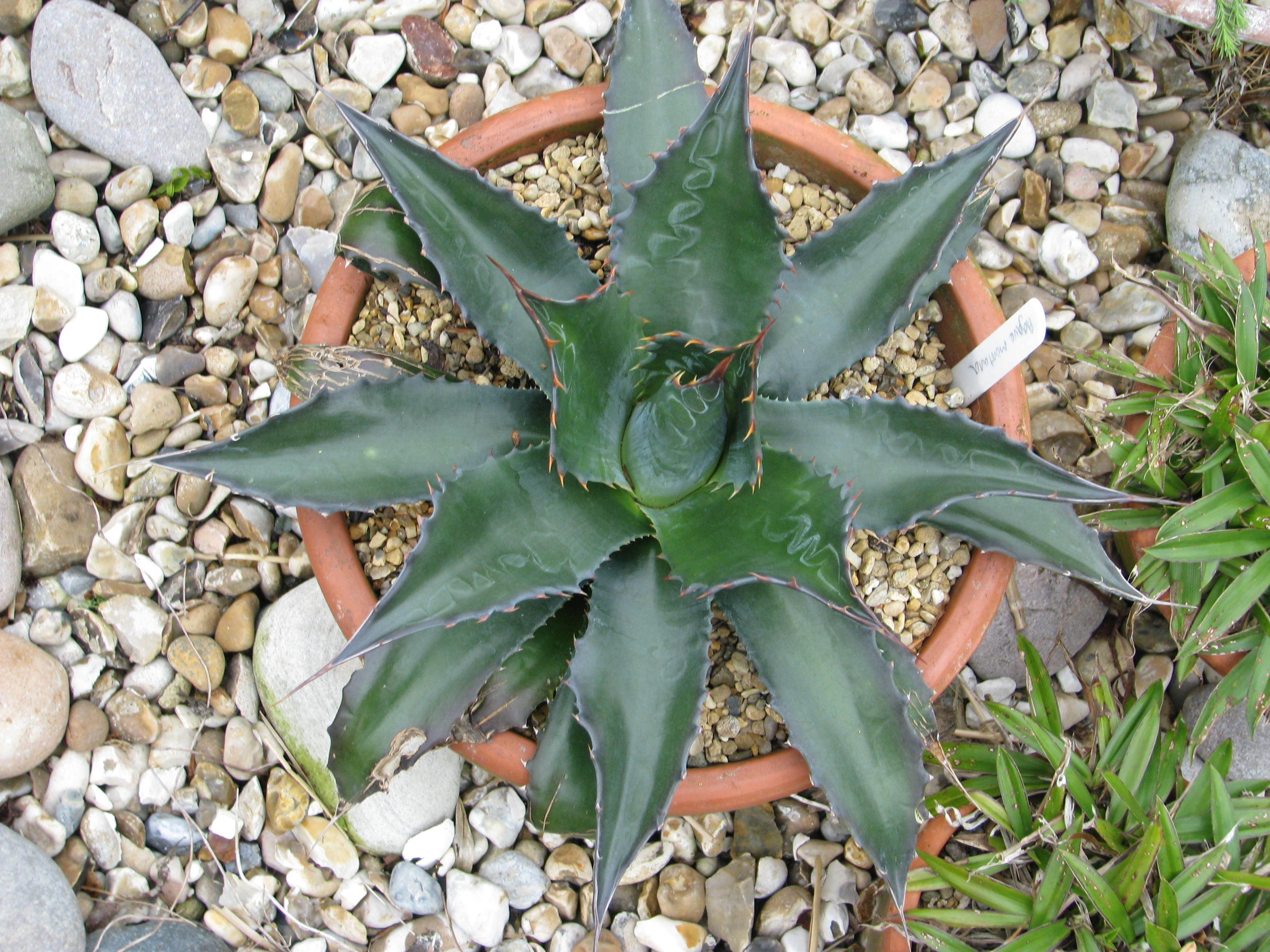